# 丽江杓兰
丽江杓兰（学名：Cypripedium lichiangense）为兰科杓兰属下的一个种。

## 扩展阅读
- 维基共享资源上的相關多媒體資源：丽江杓兰
- 維基物種上的相關：丽江杓兰